# Campionati del mondo di ciclismo su strada 1998 - Gara in linea femminile Elite
La gara in linea femminile Elite dei Campionati del mondo di ciclismo su strada 1998 fu corsa il 10 ottobre 1998 nei Paesi Bassi, nei dintorni di Valkenburg aan de Geul, su un circuito di 17,2 km da ripetere 6 volte, per un totale di 103,2 km. L'oro andò alla lituana Diana Žiliūtė, che vinse con il tempo di 2h35'35" alla media di 39,799 km/h, l'argento all'olandese Leontien van Moorsel e a completare il podio la tedesca Hanka Kupfernagel.
Partenza con 121 ciclisti, dei quali 95 completarono la gara.

## Squadre partecipanti
| N.    | Cod. | Squadra       |
| ----- | ---- | ------------- |
| 1-7   | ITA  | Italia        |
| 8-12  | AUS  | Australia     |
| 13-18 | FRA  | Francia       |
| 19-24 | LTU  | Lituania      |
| 25-27 | BEL  | Belgio        |
| 28-34 | USA  | Stati Uniti   |
| 35-40 | GER  | Germania      |
| 41-46 | NLD  | Paesi Bassi   |
| 47-52 | DEN  | Danimarca     |
| 53-54 | BLR  | Bielorussia   |
| 55-60 | NOR  | Norvegia      |
| 61-64 | NZL  | Nuova Zelanda |
| 65-70 | UKR  | Ukraina       |
| 71-72 | SVK  | Slovacchia    |

| N.      | Cod. | Squadra         |
| ------- | ---- | --------------- |
| 73-78   | ESP  | Spagna          |
| 79-83   | CAN  | Canada          |
| 84-86   | FIN  | Finlandia       |
| 87-92   | RUS  | Russia          |
| 93-96   | CZE  | Repubblica Ceca |
| 97-102  | SUI  | Svizzera        |
| 103-108 | GBR  | Regno Unito     |
| 109-112 | RSA  | Sud Africa      |
| 113-115 | POL  | Polonia         |
| 116-117 | SWE  | Svezia          |
| 118     | UZB  | Uzbekistan      |
| 119     | BRA  | Brasile         |
| 120     | GRE  | Grecia          |
| 121     | SMR  | San Marino      |

## Classifica (Top 10)
| Pos. | Corridore              | Squadra     | Tempo    |
| ---- | ---------------------- | ----------- | -------- |
| 1    | Diana Žiliūtė          | Lituania    | 2h35'35" |
| 2    | Leontien van Moorsel   | Paesi Bassi | s.t.     |
| 3    | Hanka Kupfernagel      | Germania    | s.t.     |
| 4    | Rasa Polikevičiūtė     | Lituania    | s.t.     |
| 5    | Alessandra Cappellotto | Italia      | s.t.     |
| 6    | Svitlana Hihilyeva     | Ukraina     | s.t.     |
| 7    | Linda Jackson          | Canada      | s.t.     |
| 8    | Gunn-Rita Dahle        | Norvegia    | s.t.     |
| 9    | Jeannie Longo          | Francia     | a 1"     |
| 10   | Anna Wilson            | Australia   | a 46"    |